# Samuel Goldwyn
Samuel Goldwyn (tên khai sinh: Szmuel Gelbfisz, שמואל געלבפֿיש, tên khác: Samuel Goldfish, sinh ngày 27 tháng 8 năm 1879 – mất ngày 31 tháng 1 năm 1974) là một nhà sản xuất phim người Mỹ gốc Ba Lan. Ông từng thắng giải Quả cầu vàng Cecil B. DeMille năm 1973.